# Régiment des Colonies artillerie
Le régiment des Colonies artillerie également appelé régiment du corps royal de l'artillerie des Colonies ou plus simplement Régiment Royal-Artillerie des Colonies est un régiment d'artillerie du royaume de France, créé en 1784 à partir des détachements fournis par chacun des 7 régiments de l'artillerie de terre, devenu sous la Révolution le 8e régiment d'artillerie.

## Création et différentes dénominations
- 24 octobre 1784 : création du « régiment des Colonies »
- 20 juillet 1791 : devient le 8e régiment d'artillerie

## Lieutenants-colonels, chefs de brigade et colonels
- 24 octobre 1784 : Chevalier Edmé Jean Antoine du Puget d'Orval
- 26 août 1787 : Philippe Joseph Victoire de Senneville
- septembre 1793 : Charles Nicolas d'Hennezel

## Historique des garnisons, combats et batailles
Ce dernier des régiments d'artillerie créés par l'ancienne monarchie a commencé, comme le régiment de Toul artillerie, par appartenir à la marine pour le service des colonies. 
Comme le régiment de Toul créé en 1762, il a fini par se fondre dans la grande masse de l'artillerie de terre, ainsi que cela est arrivé lui aux 7 demi-brigades d'artillerie de marine créées le 26 octobre 1795, qui ont été réduites à 4 demi-brigades le 5 mai 1803 et réunies à l'artillerie de terre en 1813, et au régiment spécial formé en 1814 et supprimé en 1822, comme cela arrivera encore le jour où l'on s'apercevra que la manière la plus économique, la plus sûre et la plus humaine de fournir aux colonies les détachements d'artillerie qui leur sont nécessaires, consiste à avoir dans chaque régiment 1 compagnie ou 2 au plus, destinées à ce service et recevant les hommes aventureux du régiment. C'est la méthode suivie pour l'armée d'Afrique.
C'est au moment d'achever la guerre d'indépendance des États-Unis, le 24 octobre 1784, que le « régiment des Colonies » est créé sur la proposition de Charles Eugène Gabriel de La Croix de Castries ministre de la marine.
Le corps se composait d'un état-major comprenant : 
- 1 inspecteur général
- 3 colonels-directeurs à Brest, Rochefort et Toulon
- 6 lieutenants-colonels, dont 3 sous-directeurs dans les mêmes établissements,
- 3 commandants de l'artillerie dans l'Inde, aux îles du Vent et aux îles sous-le-Vent,
- et autres officiers supérieurs ou subalternes
- enfin un régiment organisé comme ceux de l'artillerie de terre et
- 3 compagnies d'ouvriers attachés aux trois directions.

Le régiment, divisé en 5 brigades de 4 compagnies chacune, avait 3 brigades détachées auprès des 3 commandants d'artillerie désignés ci-dessus. Les deux autres brigades étaient à Lorient comme brigades de dépôt et de remplacement. Il avait été formé avec des détachements fournis par chacun des 7 régiments de l'artillerie de terre, s'élevant à 542 hommes, et complété par l'incorporation dans les 3 brigades détachées des compagnies de canonniers-bombardiers qui existaient depuis longtemps dans les colonies, savoir : 
- 3 à la Martinique,
- 3 à Saint-Domingue et
- 4 à Pondichéry à et à l'Ile de France,

forts ensembles d'un millier d'hommes, indigènes pour la plupart. 
Un décret de l'Assemblée nationale, en date du 20 juillet 1791, a réuni le régiment d'artillerie des colonies à l'artillerie de terre qui a pris le no 8 devenant le 8e régiment d'artillerie.

Le passage du régiment du service de la marine au service de la guerre fut ordonné le 27 août 1792. Les compagnies et le dépôt quittèrent Lorient pour se rendre à Rennes, et le 1er bataillon du 8e régiment d'artillerie y est formé par le général Canclaux, et sous le commandement provisoire du chef de brigade Pommeyrols, le 16 mars 1793. Les compagnies qui étaient hors de France restèrent jusqu'à nouvel ordre dans une situation indéterminée avec un dépôt particulier à Lorient. Cet état de choses cessa après un décret de formation, signé à Lorient le 16 juin 1793, par les représentants du peuple près l'armée des côtes de Brest, Merlin, Gillet et Cavaignac. Les compagnies embarquées reçurent l'ordre de revenir en Europe, et quand il y en eut 6 à Lorient, le 2e bataillon y est organisé, le 25 décembre 1795. Il ne manquait que les 4 compagnies stationnées dans l'Inde. Pendant ce temps les compagnies disponibles avaient été partagées entre les armées du Nord et de l'Ouest.

## Sources et bibliographie
- Louis Susane : Histoire de l'artillerie Française
- Pierre Montagnon : Histoire de l'armée française
- Historique des corps de troupes de l'armée française (1569-1900)